# وليد سيتي
وليد سيتي (مواليد 1952، دهوك ، كردستان العراق) هو رسام وفنان تشكيلي عراقي - كردي. يقيم حاليًا في لندن، المملكة المتحدة.

## حياته
ولد وليد في دهوك في عام 1952 في عائلة تتكون من أربعة أشقاء وأخت. كان والده منخرطا في الحركة الثورية الكردية وغالبا ما كان في السجن. كان يرسم ويظهر مهاراته الفنينة في المدرسة الإبتدائية، ولكن لم تقابل إي اهتمام من قبل المعلمين وحتى الأسرة في ذلك الوقت. ولكن والده قدم له الدعم وشجعه على دراسة الفن. بعدما أكمل الدراسة الثانوية ذهب الى بغداد ليكمل دراسته في قسم الفن في معهد الفنون الجميلة في بغداد وتخرج منه عام 1976، ثم سافر إلى يوغوسلافيا (سلوفينيا الحالية) ليدرس فيها فن الجرافيك، حصل على شهادة الماجستير من أكاديمية الفنون الجميلة في ليوبليانا بين عامي 1977 و1982. وبسبب الوضع الصعب في العراق إبان حكم حزب البعث قرر الذهاب الى لندن في عام 1984.

## المعارض
- 1987 ثلاثة فنانين أكراد، معرض الكوفة، لندن
- 1994، Timescapes، برعاية روز عيسى، متحف لايتون هاوس، لندن
- 2008، Land on Fire، برعاية روز عيسى، متحف لايتون هاوس، لندن
- 2011، نهر زي، مشاريع روز عيسى، لندن.
- 2012، الاغتراب، مؤسسة بارجيل للفنون، المملكة العربية السعودية.[6]
- 2013، حوار مع مضر أحمد وعبد الرحيم شريف وراشد بن خليفة آل خليفة في مركز الفنون بالبحرين.[7]
- 2017، البرج الأسود، غاليري زيلبرمان، برلين.[8]